# カワサキ・ZZR1400

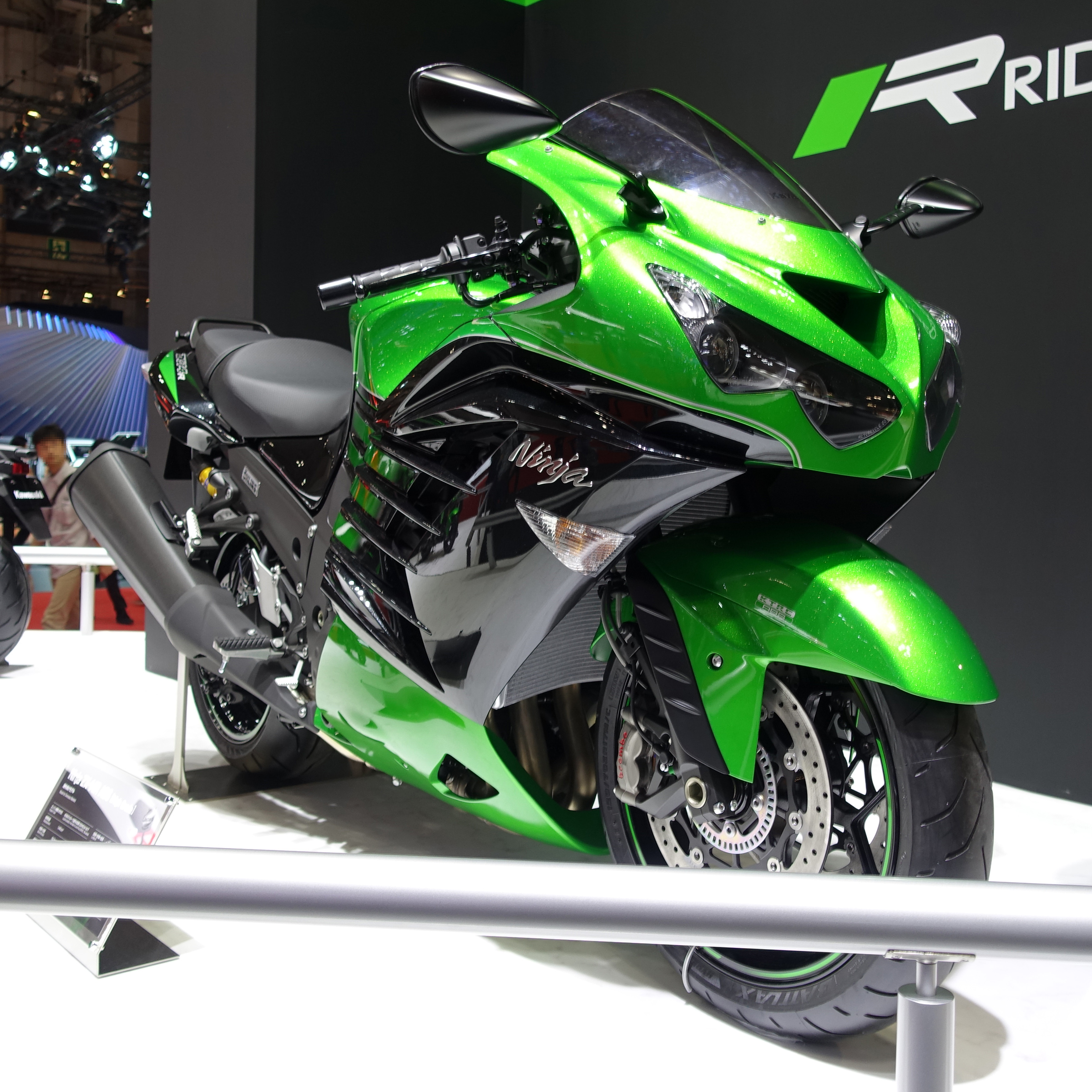
Ninja ZX-14R ABS（東京モーターショー2015）

ZZR1400（ゼットゼットアールせんよんひゃく）は、川崎重工業モーターサイクル&エンジンカンパニーが2006年から2020年まで製造・販売していたオートバイで、同社のZZRシリーズの日本国外市場向けモデルである。2012年以降の北米・オセアニア仕様はNinja ZX-14R（ニンジャ ゼットエックスフォーティーンアール）として販売されている。

## 概要
2000年にスズキGSX-1300ハヤブサから市販車最速の座を奪還すべく発売されたZX-12Rはメガスポーツにカテゴライズされる車両でありながらスーパースポーツ寄りの性格が与えられていたが、商業的には成功したとは言い難いものであった。市場にはZZR1100の後継としてのツアラーモデルを望む声も多く、それに応える形で2002年にはZZR1200が発売されたが購入予備群であったZZR1100ユーザーの期待に沿うものではなく、これもまた販売数は低迷していた。これを受けてカワサキは自社のフラッグシップマシンのあり方を見直すこととなった。メガスポーツの王道とも言うべきZZR1100の路線に立ち返り、最強の動力性能、サーキット走行にも使えるハンドリングと高速巡航性能を持ちながら日常使用やツーリング用途の使いやすさを併せ持った懐の深い車両とすべく車種統合が行なわれ、2006年にZZR1400（北米仕様はNinja ZX-14）が発売された。
2012年にはフルモデルチェンジとも言える大規模なモデルチェンジが行われた。2015年、ニンジャH2にフラッグシップの座を譲る形となったが根強い人気があり、2020年の最終型まで販売された。北米では2022年現在も販売されている。

## 車両解説
ZX-12Rで採用された技術が引き継がれており、ZX-12Rの進化型とも言える車両である。
ライバルであるスズキのハヤブサ、前モデルであるZX-12Rの弱点を研究して開発されたエンジンはZX-12Rから発展した1,352 cc水冷直列4気筒DOHC、ZX-12Rに比べ排気量増もあり低速域からフラットなトルク特性を実現、200 PS近いハイパワーながら街乗りでの乗りやすさを兼ね備え、2軸2次バランサーの採用により振動が大幅に抑えられている。
車体はZX-12R譲りのモノコックバックボーンフレームで前半部分がエアボックスを兼ねている。サスペンションはフロント倒立テレスコピックフォーク、リアモノショックリンクサスペンション。ブレーキは前後ディスクブレーキ、フロントはラジアルマウントキャリパーのダブルディスクである。
ヘッドライトはプロジェクター式のハイ・ローにポジション灯を含めた6灯式、ウインカーは前後カウリング埋め込み型である。バックミラーはZX-12R後期型のものが流用されている。
メーターは速度・回転計はアナログ式、その中間に配した大画面のモノクロドットマトリクス液晶画面にオド・トリップメーター、燃料残量、時刻など各種情報が表示される。
仕向地によって異なるが、センタースタンドが標準装備されており、車体左側にはセンタースタンドを掛ける際に使用するアシストグリップがある。
2012年に大規模なモデルチェンジが行われ、外装を一新、排気量が1,352 ccから1,441 ccへ拡大された。2016年にユーロ4排ガス規制に対応したがユーロ5規制には対応せず、北米以外では2020年型が最終型となった。

## モデル一覧

### 前期型

#### 2006年（ZX1400A6 ABS付：ZX1400B6）
新発売。
- █ パールメテオグレー
- █ キャンディサンダーブルー

#### 2007年（ZX1400A7 ABS付：ZX1400B7）
以下のようにカラーバリエーションが変更された。
- █ メタリックオーシャンブルー
- █ メタリックディアブロブラック

#### 2008年（ZX1400C8 ABS付：ZX1400D8）
マイナーチェンジ。給排気系やピストン形状の見直しにより最高出力は北米・ヨーロッパ仕様では190 PSから193 PSへ、当時逆輸入され日本で主に流通したマレーシア仕様も180 PSから190 PSへパワーアップしつつユーロ3規制をクリアしている。セッティングが見直されている。本年式以降バックミラーの塗装がつや消しになった。

#### 2009年（ZX1400C9 ABS付：ZX1400D9）
以下のようにカラーバリエーションが変更された。
- █ キャンディライムグリーン
- █ メタリックディアブロブラック

#### 2010年（ZX1400CA ABS付：ZX1400DA）
以下のようにカラーバリエーションが変更された。
- ██ メタリックムーンダストグレー×メタリックスパークブラック
- █ メタリックスパークブラック

#### 2011年（ZX1400CB ABS付：ZX1400DB）
以下のようにカラーバリエーションが変更された。
- ██ キャンディライムグリーン×エボニー
- █ エボニー

### 後期型

#### 2012年（ZX1400EC ABS付：ZX1400FC）
大規模なモデルチェンジが行われた。エンジンはストローク量を4 mm延長し排気量を1,441 ccに拡大、ラムエア加給なしで200 PSを達成した。クラッチはバックトルクリミッター付となった。電子制御が大幅に進み、3モードのトラクションコントロールKTRC、ハイ・ロー2つのパワーモード切替が実装された。
車体面ではモノコックフレームの60%を新設計、ホイールの軽量化と合わせ低重心化により軽快感を増している。
外観はシルエットを踏襲しつつもエッジの強調されたものとなり、ヘッドライトユニットの形状変更と合わせより凄みを増したものとなった。マフラーの形状も改められ、逆テーパーの異型5角断面となった。
ツーリングユースの使い勝手も向上しており、シート両側とグラブバーの両側面に荷掛けフックを新設、シート両側の物は収納式である。フレームの塗装も塗膜が厚くなり、全体的に質感が向上している。
このモデルより北米・オセアニア・アジア各仕様のネーミングが Ninja ZX-14R に変更されたが、欧州仕様は以前からの ZZR1400 のネーミングが継続されている。北米仕様はセンタースタンドとグラブバーを装備せず、代わりに延長アンダーカウルとシングルシートカバーが装着されたスーパースポーツ的な仕様となっている。
- █ ゴールデンブレイズドグリーン
- █ メタリックスパークブラック

#### 2013年（ZX1400ED ABS付：ZX1400FD）
マレーシア仕様にはシートレールにヘルメットホルダーが追加された。
特別色のスペシャルエディションが設定された。カラーリングは以下の通り。
- ██ メタリックスパークブラック×ゴールデンブレイズドグリーン（スペシャルエディション）
- █ メタリックミッドナイトサファイアブルー
- █ パールスターダストホワイト

#### 2014年（ZX1400EE ABS付：ZX1400FE）
カラーチェンジ。本年式以降マフラー全体が黒塗装となった。リヤサスペンションにオーリンズ製TTX39を採用したオーリンズエディションが新たに設定された。
- ██ ゴールデンブレイズドグリーン×メタリックスパークブラック
- ██ キャンディバーンオレンジ×メタリックスパークブラック
- █ パールスターダストホワイト（オーリンズエディション）

#### 2015年（ZX1400EF ABS付：ZX1400FF）
カラーチェンジのみ。

#### 2016年（ZX1400HG ハイグレード：ZX1400JG）
ユーロ4排ガス規制に適合。本年式よりABSは標準装備となり、アジア向け仕様は欧州向けに比べ若干ハンドルが高くなった。メーターの液晶パネルに白黒反転表示モードが追加されている。
前年までのオーリンズエディションに替えてオーリンズ製TTX39リヤショックユニットに加えブレンボ製ブレーキシステムを標準装備、ブレーキホースをステンメッシュ化したハイグレードモデルが新たに設定された。

#### 2017年（ZX1400HH ハイグレード：ZX1400JH）
カラーチェンジのみ。

#### 2018年（ZX1400HJ ハイグレード：ZX1400JJ）
カラーチェンジのみ。

#### 2019年（ZX1400HK ハイグレード：ZX1400JK）
カラーチェンジのみ。

#### 2020年 (ZX1400JL)
カラーチェンジ。北米以外の最終型でファイナルエディションとしてハイグレードモデルのみ販売された。

## 画像

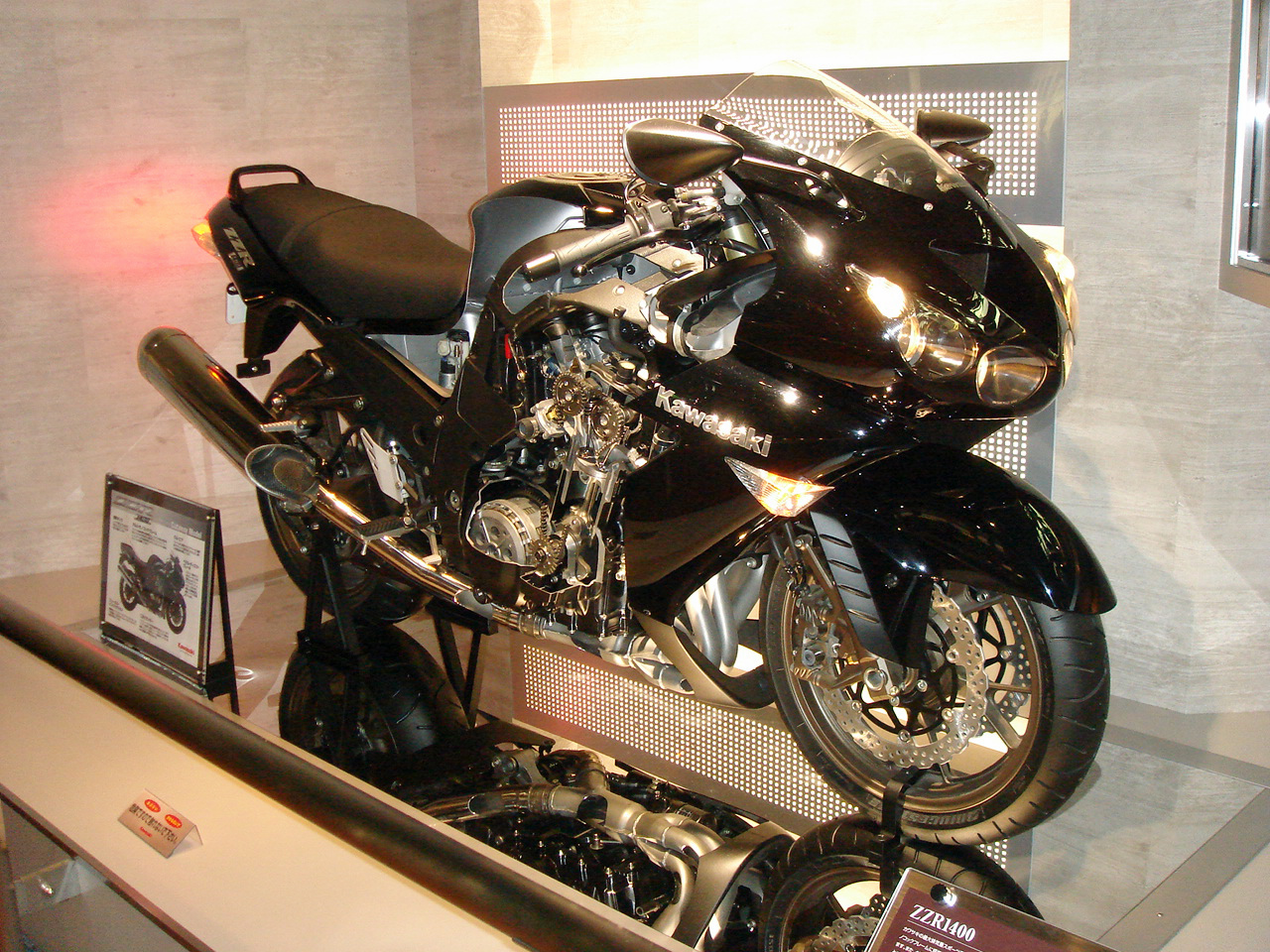
前期型カットモデル
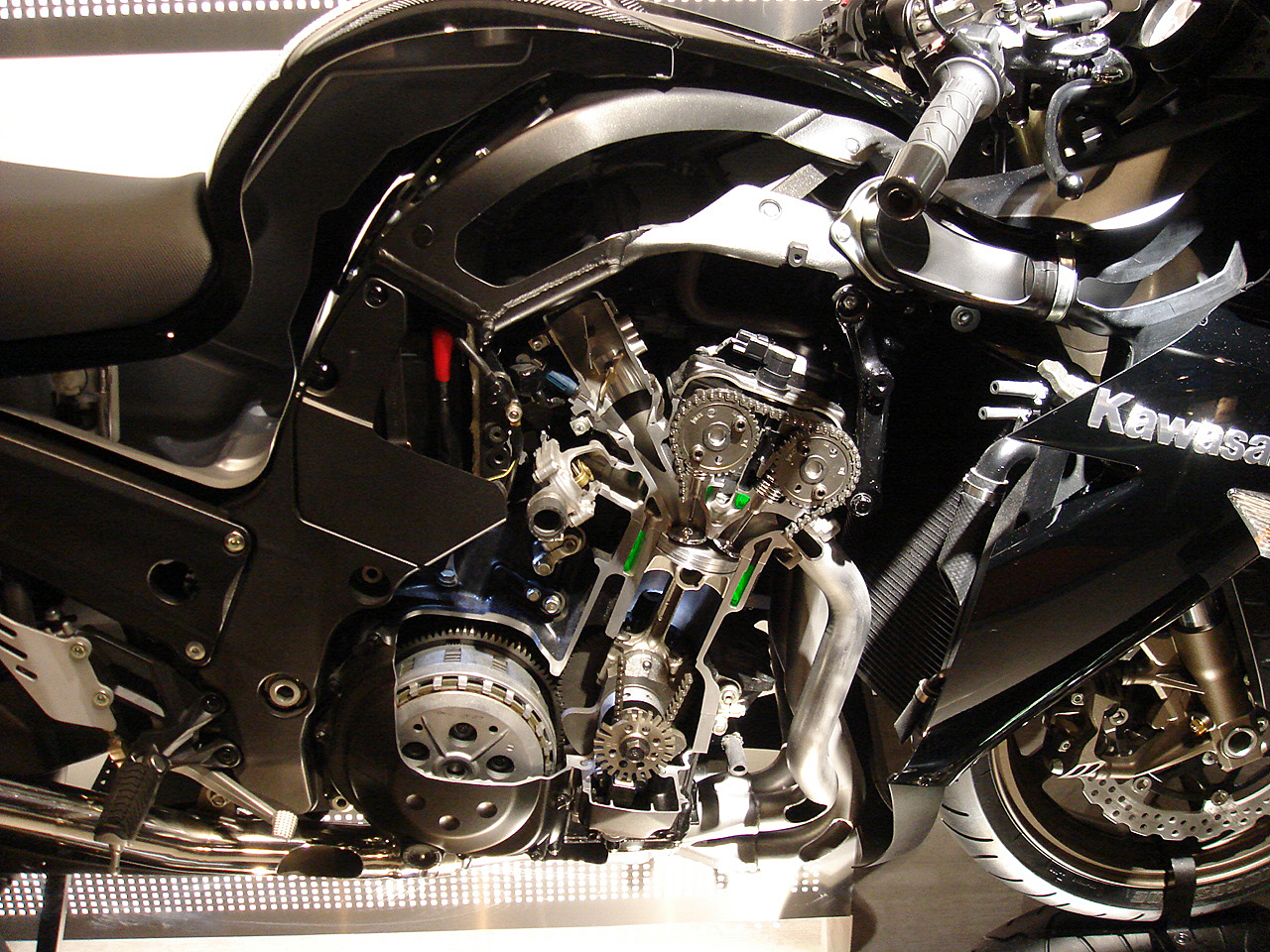
前期型カットモデル
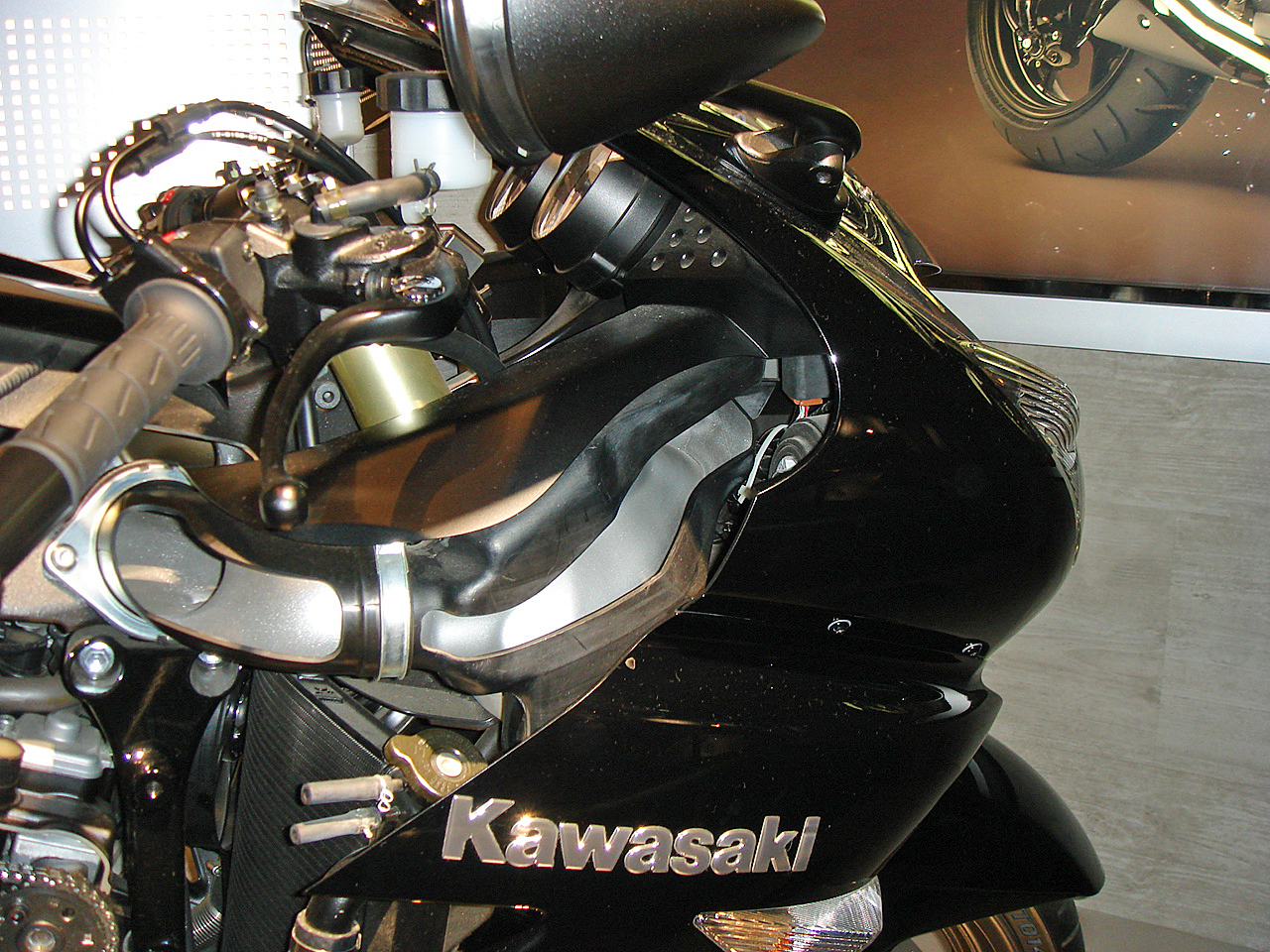
前期型カットモデル
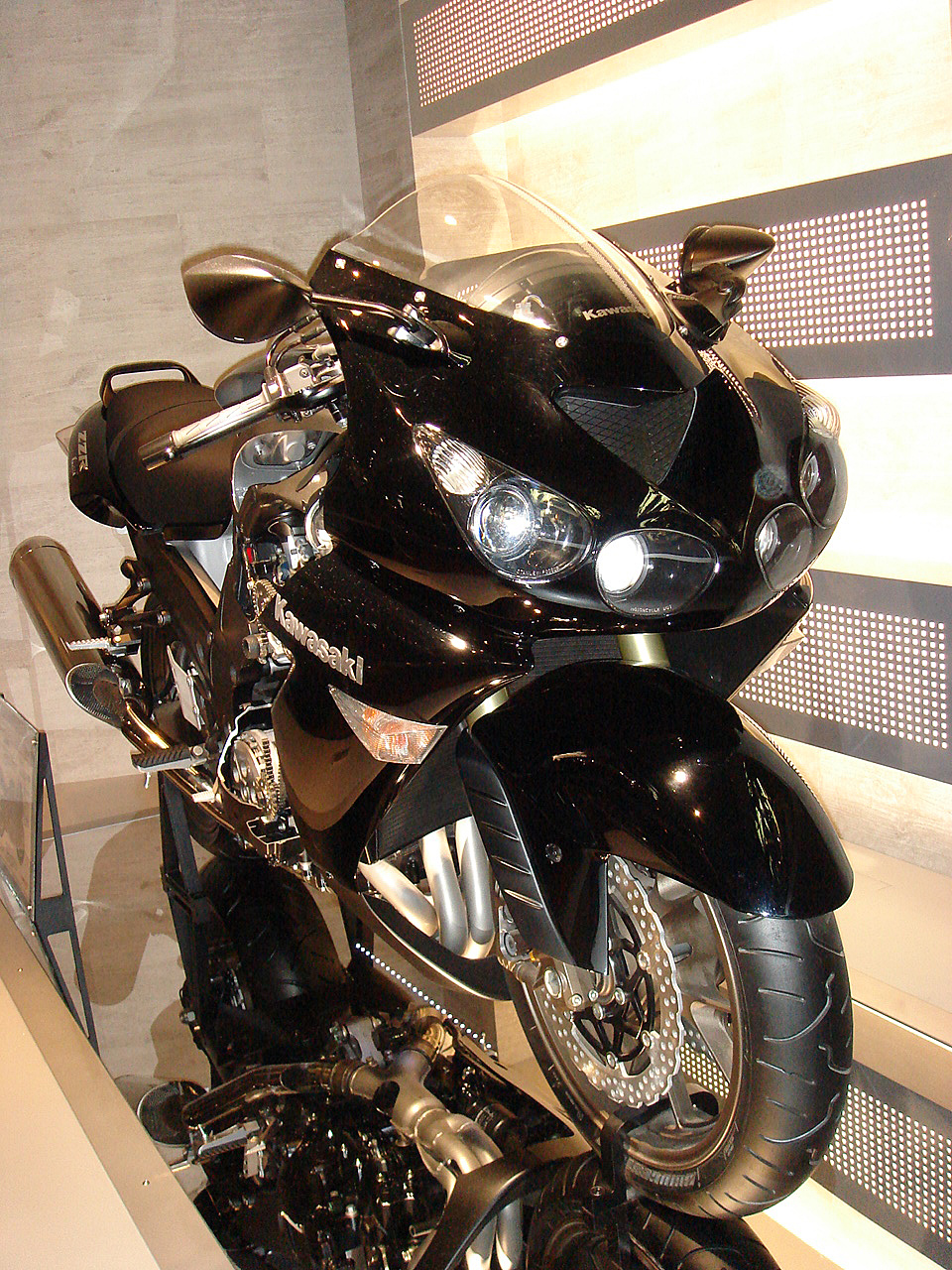
前期型カットモデル
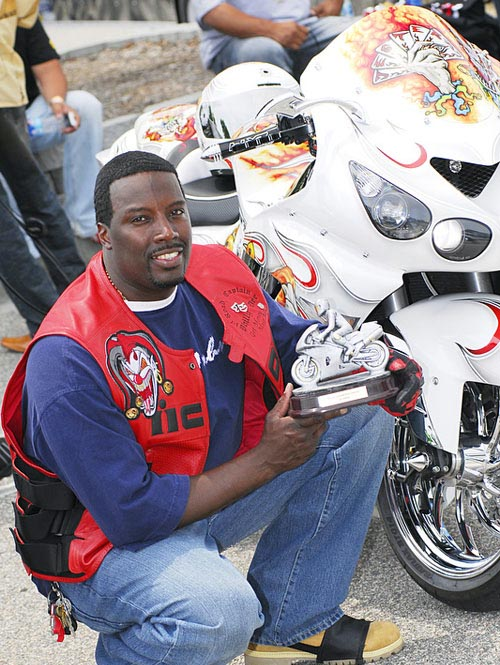
ハヤブサと同様にカスタムベースとしても人気が高い。